# La Chapelle-Blanche, Côtes-d'Armor
La Chapelle-Blanche (tiếng Breton: Ar Chapel-Wenn, Gallo: La Chapèll-Blaunch) là một xã của tỉnh Côtes-d’Armor, thuộc vùng Bretagne, tây bắc Pháp.

## Dân số
Người dân ở La Chapelle-Blanche được gọi là Chapellois.